# Miguel Grau Piles
Miguel Grau Piles (Yátova, Valencia, 22 de abril de 1984) más conocido como Miguel Grau, es un entrenador de fútbol español, que actualmente está sin equipo.

## Trayectoria
Miguel es profesor de educación física y entrenador formado en el fútbol base del Valencia Club de Fútbol en el que trabajaría desde 2008 a 2010, dirigiendo a los equipos de fútbol-7.
En 2010, ingresa en la estructura del Levante UD para dirigir a clubs del fútbol base, donde trabaja durante tres temporadas.
En verano de 2013, regresa al fútbol base del Valencia Club de Fútbol para dirigir al Cadete "B".
En la temporada 2014-15, se hace cargo del Juvenil "B" del Valencia Club de Fútbol y en las dos siguientes, dirige al Cadete "B" y Cadete "A", respectivamente.
En julio de 2017, es nombrado entrenador del Juvenil "A" del Valencia Club de Fútbol.
El 11 de noviembre de 2017, tras la marcha de Luboslav Penev, se hace cargo del Valencia Club de Fútbol Mestalla de la Segunda División B de España, hasta el final de la temporada.
En la temporada 2018-19, continúa como entrenador del Valencia Club de Fútbol Mestalla de la Segunda División B de España.
El 25 de febrero de 2019, siendo colista del Grupo III de la Segunda División B de España, sería destituido y reemplazado por Chema Sanz.
El 22 de junio de 2019, firma como segundo entrenador de la UD Almería de la Segunda División de España, formando parte del cuerpo técnico de Óscar Rubén Fernández Romero, pero semanas más tarde, tras la llegada de Turki Al-Sheikh a la presidencia del club rojiblanco, Óscar decide no continuar y su cuerpo técnico saldría del club almeriense.
El 19 de octubre de 2020, firma como segundo entrenador del Pafos FC de la Primera División de Chipre, en el que trabaja hasta el final de la temporada formando parte del cuerpo técnico del ucraniano Dmytro Mykhaylenko.
El 6 de noviembre de 2022, firma como entrenador del FC Inter Turku de la Veikkausliiga, la primera división de Finlandia.
El 19 de septiembre de 2022, es destituido como entrenador del FC Inter Turku y es reemplazado por su segundo entrenador Ramiro Muñoz Calvo, de manera interina.

### Como entrenador
| Club                     | País      | Año       |
| ------------------------ | --------- | --------- |
| Valencia CF Mestalla     | España    | 2017-2019 |
| Pafos FC (2º Entrenador) | Chipre    | 2020-2021 |
| FC Inter Turku           | Finlandia | 2022–2022 |